# Егоров, Ефим Александрович
Ефим Александрович Егоров псевдонимы Е. Е.; Л. С.; Отшельник; Л. Степанов (16 декабря 1861, Оренбург — 12 мая 1935, Сент-Женевьев-де-Буа, похоронен на местном кладбище) — журналист, публицист, секретарь религиозно-философских собраний и журнала «Новый путь», затем сотрудник газеты «Новое время».

## Биография
Егорова в качестве секретаря религиозно-философских собраний характеризуют так: «Егоров принадлежал к типу парадоксальных людей, которые в то время довольно часто встречались. По своим общественным убеждениям он был народником, поклонником Горького и Михайловского, что однако не мешало ему занимать место секретаря в религиозно-философских собраниях и сотрудничать в „Новом Времени“, куда он в апреле 1904 г. совсем перешёл из журнала Мережковских на амплуа заведующего отделом иностранной политики. Впрочем, в редакции „Нового Пути“ работа его носила по преимуществу технический характер и не оказывала существенного влияния на идеологическое лицо журнала.».
В 1903—1904 гг. близко общался с В. В. Розановым.
В октябре 1911 года вместе со вторым секундантом А. А. Пиленко (также сотрудником Нового времени) пытался передать В. Д. Набокову вызов журналиста Н. В. Снессарева, чья оскорбительная заметка послужила причиной конфликта и вызова главного редактора газеты М. А. Суворина Набоковым на дуэль. Вызов не был принят, так как Набоков счёл Снессарева недуэлеспособным.
В феврале-марте 1917 г. участвовал в поездке ведущих русских журналистов в Англию. Кроме Егорова, который представлял «Новое время», в делегацию входили: В. Д. Набоков («Речь»), В. И. Немирович-Данченко («Русское слово»), А. Н. Толстой («Русские ведомости»), К. И. Чуковский («Нива»), А. А. Башмаков («Правительственный вестник»). Набоков на фотографии, помещённой в его очерке «Из воюющей Англии» (Петроград, 1916), позирует рядом с Егоровым. Это, по-видимому, должно было подчеркнуть, что Набоков и Егоров сохранили, как минимум, профессиональные отношения.
В мае 1918 года вместе с женой  и семьёй дочки (Инна Ефимовна), её мужем (Аничков Всеволод Викторович) и внучкой (Аничкова Ирина Всеволодовна) уехал из Петрограда в дер. Любенск Кубанской области  к родственникам. При эвакуации войск Врангеля  из Крыма покинул Россию вместе с женой и  внучкой. После долгих переездов по всей Европе обосновался в Париже.

## Семья
- Жена — Лидия Александровна Егорова, урождённая Егорова (?—?)[источник не указан 1893 дня]
  - Дочь — Инна Ефимовна в замужестве Аничкова (1890—1972), муж Всеволод Викторович Аничков (1890—1927), у них дочь Ирина (1915—1997)[источник не указан 1893 дня]

## Отзывы о нём

### Зиннаида Гиппиус
[Егоров] «двери Собраний сторожил, как настоящий „пес“. Следил за отчетами. <...> С лаврской духовной цензурой Ефим тоже завел дружбу, что было ценно, особенно, когда начался наш журнал Новый Путь»

Рекомендуя Егорова, Тернавцев весело хохотал: «Лучше и не выдумать секретаря. Ловкий пёс! Удивительный! Шестидесятник; ни в Бога, ни в черта не верует!» Какой он там был «шестидесятник» — трудно сказать, но уменье его обращаться с «попами» и дружба с Антонином, тогдашним духовным цензором, были, действительно, полезны. Дружба закадычная; вместе ходили по трактирам, а запрут лаврские ворота — Антонин к Егорову ночевать. Между приятелями было что-то общее. Грубоватость какая-то, диковатость...
вариант
И сразу сдружился с «попами». Особенно с архимандритом Антонином. Вместе шатались они по трактирам,— где Ефим непременно заказывал себе кушанье постное, Антонин же непременно скоромное; вместе забегали к нам; если Антонин «опозднялся» в городе, то у Ефима и заночевывал.

### Корней Чуковский
Пятый [в делегации журналистов] — нововременец Егоров. У него больное ухо, он перевязан какой-то чёрной тряпкой, лицо у него изжёванное, всё в морщинах, платье — небрежное, — тип с картины Маковского